# Шинкаренко Анатолій Андрійович
Анатолій Андрійович Шинкаренко (7 березня 1937 — пом.?) — радянський футболіст, що грав на позиції півзахисника. Відомий за виступами в командах класу «Б» «Спартак» зі Станіслава та «Локомотив» з Вінниці. Переможець зонального турніру класу «Б» 1957 і 1959 року, чвертьфіналіст Кубку СРСР 1957 року.

## Клубна кар'єра
Анатолій Шинкаренко розпочав займатися футболом у київській ФШМ. У команді майстрів дебютував у 1956 році в команді класу «Б» «Спартак» зі Станіслава. У 1957 році Шинкаренко разом із «Спартаком» виграє зональний турнір класу «Б», після чого прикарпатська команда займає друге місце у фінальному турнірі за право виходу до вищої ліги СРСР, а також виходить до 1/4 фіналу Кубка СРСР, де поступається московському «Спартаку». З 1959 року Анатолій Шинкаренко грав у складі іншої команди класу «Б» «Локомотив» з Вінниці. У перший рік виступів у складі вінницької команди Шинкаренко стає переможцем зонального турніру УРСР, утім до вищої ліги команда не вийшла через зміни регламенту турніру. У 1960 році футболіст у складі «Локомотива» зайняв друге місце в зональному турнірі, а в 1961 році став бронзовим призером першості УРСР серед команд класу «Б». З 1963 до 1966 року Анатолій Шинкаренко грав у складі аматорської команди «Більшовик» з Києва, у складі якого був володарем Кубка УРСР. По закінченні сезону 1966 року завершив виступи на футбольних полях. Дата смерті Анатолія Шинкаренка невідома.